# Resolução 126 do Conselho de Segurança das Nações Unidas
Resolução 126 do Conselho de Segurança das Nações Unidas, foi aprovada em 2 de dezembro de 1957, foi a última das três resoluções aprovadas durante 1957, para lidar com a disputa entre os governos da Índia e do Paquistão sobre os territórios de Jammu e Caxemira. Seguiu-se um relatório sobre a situação de Gunnar Jarring, representante da Suécia, que o Conselho havia solicitado na resolução 123. Que pede que os governos da Índia e do Paquistão abster-se em agravar a situação, e instruir o Representante das Nações Unidas da Índia e do Paquistão a visitar o subcontinente e apresentar um relatório ao conselho com ação recomendada para novos progressos.
Foi aprovada com 10 votos, a União Soviética se absteve.